# Softwareeinsatz in der Schulmathematik
Im Mathematikunterricht werden verschiedene Softwaretypen eingesetzt:
- Unterrichtssoftware, die eher diagnostische Zwecke erfüllt
- Lernsoftware, die die Lerninhalte in der Regel multimedial aufbereitet zur Verfügung stellt
- Mathematische Software, die eher Werkzeugcharakter hat

## Typen mathematischer Software
Die mathematische Software mit Werkzeugcharakter lässt sich in folgende Gruppen gliedern:
- Dynamische Geometrie (DGS), zum interaktiven und dynamischen Operieren mit geometrischen Objekten
- Computeralgebrasysteme (CAS), zum exakten Berechnen auch komplexer algebraischer oder analytischer Ausdrücke
- Tabellenkalkulation (TK), zum tabellarischen Verarbeiten von numerischen Daten

Diese grundlegenden Softwaretypen gibt es für Computer aber auch in Form sogenannter grafikfähiger Taschenrechner.
Neben den genannten Softwaretypen gibt es noch speziellere Systeme, die aber nur eine geringe Verbreitung gefunden haben. Hierzu zählen z. B. Dynasys zur Modellierung dynamischer Systeme oder Logo.

## Neuere Entwicklungen
Während in der Vergangenheit diese drei grundlegenden Anwendungen in einzelnen Programmen implementiert waren, zeigen neuere Ansätze eine zunehmende Integration dieser Anwendungen in einem Programm. Beispiele hierfür sind:
- DGS & CAS & TK: TI-Nspire CAS, GeoGebra

## Bedeutung für Unterricht und Prüfung
Rechenhilfsmittel waren schon immer Teil der Mathematik und des Mathematikunterrichts. Der Rechenschieber wurde bereits vor Jahren vollständig vom Taschenrechner abgelöst. Die gegenwärtigen Lehrpläne sehen im Allgemeinen vor, dass die Schülerinnen und Schüler im Unterricht mit den genannten mathematischen Werkzeugen arbeiten. Man erwartet sich davon eine Erweiterung des Begriffsverständnisses und eine Entlastung von Routineaufgaben zugunsten höherwertiger Qualifikationen wie zum Beispiel des Modellierens.
In Prüfungssituationen insbesondere in zentral gestellten Abschlussprüfungen (Zentralabitur) ist es notwendig, dass jeder Schüler ein eigenes Rechenhilfsmittel zur Verfügung hat. Beides zusammengenommen hat in den letzten Jahren zu einer starken Verbreitung von grafikfähigen Taschenrechnern geführt.